# Emil Młynarski
Emil Szymon Młynarski (pronunciación en polaco: /ˈɛmil ˈʂɨmɔn mwɨˈnarskʲi/) (18 de julio de 1870-5 de abril de 1935) fue un director de orquesta, violinista, compositor y pedagogo polaco.

## Biografía
Młynarski nació en Kibarty (Kybartai), Imperio ruso, actual Lituania. Estudió violín con Leopold Auer, y composición con Anatoli Liádov y Nikolái Rimski-Kórsakov. Fue fundador y primer director de la Orquesta Filarmónica Nacional de Varsovia y posteriormente se desempeñó como director titular de la Orquesta Escocesa en Glasgow de 1910 a 1916. Dirigió el estreno mundial de la ópera El rey Roger de Karol Szymanowski.
Compuso, entre otras cosas, una sinfonía dedicada a su tierra natal (Sinfonía en fa mayor, Op. 14, Polonia), y dos conciertos para violín (1897, 1917). El último concierto, en re mayor, Op. 16, ha sido grabado por Konstanty Kulka y Nigel Kennedy.
Emil Młynarski murió en Varsovia a los 64 años. Su hija Aniela (Nela, Nelly) se casó con Mieczysław Munz y más tarde Arthur Rubinstein. Es el abuelo de John Rubinstein y el bisabuelo de Michael Weston, ambos actores norteamericanos. Está estrechamente relacionado con el famoso poeta polaco y cantante Wojciech Młynarski (1941-2017) y su hija Agata Młynarska (nacida en 1965) es una célebre periodista de la televisión polaca.
Entre sus alumnos cabe citar a Piotr Stolyarsky, maestro a su vez de David Óistraj, Nathan Milstein, Boris Goldstein, Mikhail Goldstein, entre otros.

## Obras seleccionadas

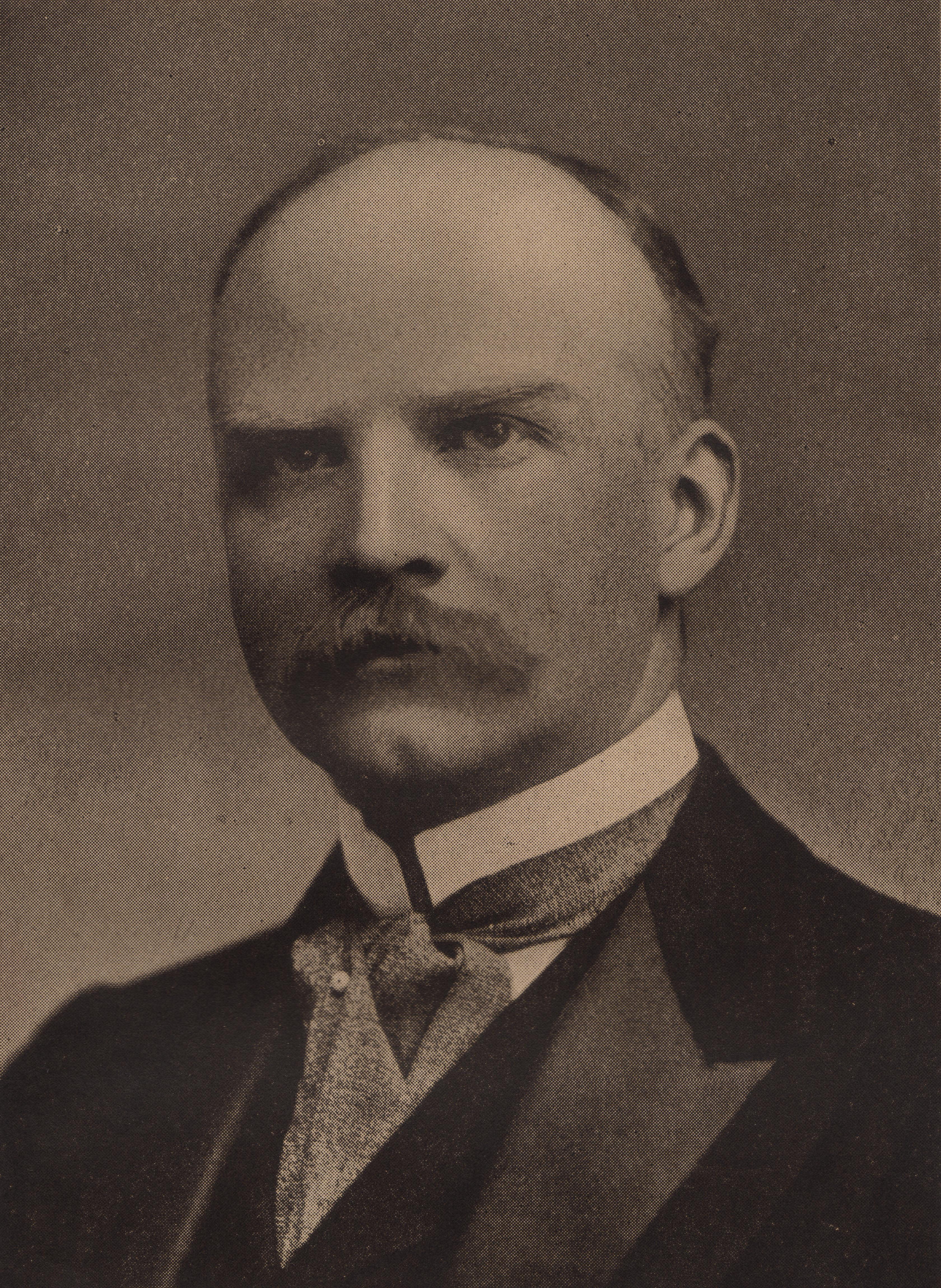
Emil Mlynarski

Lista ordenable de composiciones clasificadas por género, número de opus, fecha de composición, de títulos y orquestación.
| Género           | Opus | Año         | Título en polaco              | Título                                                | Orquestación                        | Notas                                                              |
| ---------------- | ---- | ----------- | ----------------------------- | ----------------------------------------------------- | ----------------------------------- | ------------------------------------------------------------------ |
| Piano            | 1    |             | Kartka z albumu               | Album Leaf (Feuille d'album)                          | para piano                          |                                                                    |
| Piano            | 3    |             | Romans                        | Romance                                               | para piano                          |                                                                    |
| Música de cámara | 4    | 1892–1893   | Trzy utwory Polonez D-dur     | 3 Pieces (Trois morceaux) Polonesa en re mayor        | para violín (o violonchelo) y piano | publicada 1892                                                     |
| Piano            | 5    |             | Trzy utwory Krakowiak         | 3 Pieces (Trois morceaux) Krakowiak (Danse polonaise) | para piano                          |                                                                    |
| Música de cámara | 6    | 1893        | Trzy utwory Rêverie           | 3 Pieces (Trois morceaux) Rêverie                     | para violín y piano                 |                                                                    |
| Música de cámara | 7    |             | Dwa mazury G-dur              | 2 mazurcassol mayor                                   | para violín y piano                 |                                                                    |
| Vocal            |      |             | Schlaf ein                    |                                                       | para voz y piano                    | publicada 1892; letra de August Heinrich Hoffmann von Fallersleben |
| Vocal            |      |             | Ambrosische Nacht en mi mayor |                                                       | para voz y piano                    |                                                                    |
| Piano            |      | before 1895 | Sonata na fortepian           | Sonata                                                | para piano                          |                                                                    |
| Concertante      | 11   | c.1897      | Koncert skrzypcowy d-moll     | Concerto en re menor                                  | para violín y orquesta              | publicada 1899; dedicada a Leopold Auer                            |
| Escenario        |      | c.1898      | Ligia                         | Ligia                                                 |                                     | Opera basada en Quo vadis de Henryk Sienkiewicz; inacabada         |
| Escenario        |      | c.1900      | In vino veritas               | In vino veritas                                       |                                     | Ópera; inacabada                                                   |
| Orquestal        | 14   | 1910        | Symfonia F-dur "Polonia"      | Sinfonía en fa mayor "Polonia"                        | para orquesta                       | publicada 1911                                                     |
| Escenario        |      | 1913        | Noc letnia                    | Summer Night                                          |                                     | Opera                                                              |
| Vocal            |      | c.1915      | Orły do lotu                  | Fly Up, Eagles                                        | para voz y orquesta                 |                                                                    |
| Concertante      | 16   | c.1916      | Koncert skrzypcowy D-dur      | Concerto en re mayor                                  | para violín y orquesta              |                                                                    |
| Choral           |      | c.1916      | Ej chłopie polski             | Hey, the Polish Peasant                               |                                     | Cantata-Ballade                                                    |
| Orquestal        |      |             | Melodie dawniejsze            | Old Melodies'                                         | para orquesta                       |                                                                    |
| Vocal            |      |             | Piosenka o Komendancie        | Song of the Commander                                 | para voz y piano                    |                                                                    |
| Vocal            |      | 1924        | Pasterz do Zosi               | The Shepherd y Zosia                                  | para voz y piano                    | letra de Kazimierz Brodziński                                      |
| Orquestal        |      | 1925        | Fanfary uroczyste             | Solemn Fanfares                                       | para orquesta                       |                                                                    |
| Orquestal        |      |             | Kołysanka                     | Lullaby                                               | para orquesta                       |                                                                    |